# برین الیوت
برین الیوت (انگلیسی: Bryn Elliott; ۳ مهٔ ۱۹۲۵ – ۱۵ فوریهٔ ۲۰۱۹) بازیکن فوتبال اهل بریتانیا بود.
از باشگاه‌هایی که در آن بازی کرده‌است می‌توان به باشگاه فوتبال ناتینگهام فارست، باشگاه فوتبال ساوت‌همپتون، باشگاه فوتبال پول تاون، و باشگاه فوتبال بوستون یونایتد اشاره کرد.